# Крајтон (Саскачеван)
Крајтон (енгл. Creighton) је урбано насеље на крајњем истоку канадске провинције Саскачеван, на самој административној граници са провинцијом Манитоба. Крајтон је једна од тек две општине на територији провинције која има административни статус северне варошице, а која обухвата цело подручје општине (друга је Ла Ронџ). Налази се на раскрсници магистралних друмова 106 и 167 на свега 1 км удаљености од административне границе ка Манитоби, односно ка граду Флин Флону.

## Историја
Насеље је настало почетком 30их година прошлог века након што је друштво за управљање природним добрима изградило пут од Флин Флона ка западу и интензивније почело да трага за племенитим металима у овом подручју. Име је добило по Томасу Крајтону који је крајем 19. и почетком 20. века у том подручју истраживао постојање минералних богатстава. Рударство је и данас најважнија привредна активност у овом делу провинције (цинк, бакар и нешто мање злато) , уз експлоатацију дрвета и туризам. 
Насеље Крајтон је 1952. административно уређено као село са специјалним статусом, који је 1957. унапређен у ранг варошице. 

## Демографија
Према резултатима пописа становништва из 2011. у варошици је живело 1.498 становника у 611 домаћинстава, што је за 0,3% мање у односу на 1.502 житеља колико је регистровано 
приликом пописа 2006. године.
| 1996. | 2001. | 2006. | 2011. |
| ----- | ----- | ----- | ----- |
| 1.713 | 1.556 | 1.502 | 1.498 |